# Tocoferol
El tocoferol és el nom de diversos compostos orgànics conformats per diversos fenols metilats, que formen una classe de compostos químics anomenats tocoferols dels quals diversos actuen com la Vitamina E. A causa de la seva activitat de vitamina, el primer tocoferol va ser identificat per primera vegada el 1936, a partir de l'activitat d'un factor dietètic de fertilitat en rates, i se'l va anomenar així per la combinació de les paraules gregues τόκος (naixement) i φέρειν (tenir o portar), que en conjunt signifiquen "portar un embaràs", amb el sufix -ol que indica el seu estatus d'alcohol químic.
L'alfa-tocoferol és la principal font de tocoferol en suplements i la dieta europea, mentre el gamma-tocoferol és la forma més comuna en la dieta nord-americana. Els tocotrienols, que són compostos relacionats, també tenen activitat de vitamina E. Tots aquests diversos derivats amb activitat de vitamina podran denominar-se correctament com a "vitamina E". Els Tocoferols i tocotrienols són antioxidants liposolubles, però també semblen tenir moltes altres funcions en el cos.